# Manuel da Silva Dias
Manoel da Silva Dias (São Raimundo Nonato, 24 de dezembro de 1914 – Fortaleza, 9 de janeiro de 1999) foi um jornalista, industrial e político brasileiro.

## Dados biográficos
Filho de José Dias de Sousa e Ana da Silva Dias (mãe Dié). Prefeito de São Raimundo Nonato entre 1946 e 1948, foi eleito deputado estadual pelo PSD em 1958, sendo eleito suplente do senador José Cândido Ferraz em 1962. Convocado a exercer o mandato, foi o autor de requerimento para a criação de uma Universidade Federal em Teresina, numa sessão realizada em 14 de agosto de 1965.
Foi casado com Maria Ester de Castro Dias com quem teve doze filhos. Dentre eles, o deputado estadual João Batista de Castro Dias (eleito em 1982 e 1990), o engenheiro e também imortal da Academia Piauiense de Letras, Cid de Castro Dias, que foi secretário de governo do Piauí por diversas vezes e autor de vários livros, o arquiteto Raimundo de Castro Dias, que assina vários projetos arquitetônicos no estado e ainda Manuel de Castro Dias (Nelito), também secretário de governo do Piauí e diretor técnico na extinta Águas e Esgotos do Piauí (AGESPISA).